# Bondwell-2
El Bondwell-2 va ser un dels primers ordinadors portàtils executant el sistema operatiu CP/M. Introduït per Bondwell el 1985, era el primer del tipus clamshell amb una pantalla LCD en blanc i negre, i tenia una CPU Zilog Z80 amb un clock de 4 MHz, 64 kB de RAM i 4 kB de ROM. Portava una unitat de disquet de 3,5 ", molt poc habitual per a un sistema CP/M, ja que aquest sistema operatiu estava en gran part obsolet quan es van introduir les unitats de 3,5".
La principal atracció del Bondwell-2 era el seu preu, 995 USD, també incloïa la línia completa de programes per a CP/M de MicroPro, incloent WordStar. També inusualment per a un sistema CP/M, el Bondwell-2 era capaç de mostrar gràfics de mapa de bits. La resolució de la pantalla LCD abatible era de 640x200 píxels, o 80x25 caràcters de text. Un mòdem de 300 bauds estava disponible com una opció.